# Донецк (станция)
Донецк (укр. Донецьк) — железнодорожная станция, Донецкой железной дороги, находящаяся в городе Донецк, до 9 мая 2025 года станция была не действующей.
Главный железнодорожный вокзал Донецка находится в северной части города, в Киевском районе.

## История
Во время Великой Отечественной войны было разрушено старое здание вокзала. В 1951 году по проекту архитектора И. И. Воронцова было построено новое здание вокзала.
Здание монументальное, имеет традиционную центрально-осевую схему объёмно-пространственной организации.
Центральное место в объёмно-пространственной организации занимает вестибюль, который доминирует в общей композиции сооружения.
Существует городская легенда, что под первым камнем под фундамент, один из строителей заложил сокровище (горсть серебра с другими драгоценными металлами).
Привокзальная площадь была застроена в 1960-е годы.
При вокзале действует Музей истории и развития Донецкой железной дороги, который был открыт 4 августа 2000 года к 130-летию образования Донецкой железной дороги. На привокзальной площади у вокзала построен сверкающий позолотой, освящённый в конце 2011 года, православный храм святителя Николая.
В связи с проведением в Донецке чемпионата Европы по футболу 2012 года здание вокзала реконструировано и расширено, а также пристроено новое здание современной «урбанистической» архитектуры.
21 мая 2012 года новое здание было сдано в эксплуатацию. Новый комплекс состоит из основного, пригородного и транзитного вокзалов, двух торговых комплексов, двух распределительных залов и новой автостанции.
На платформах установили навесы, а пешеходный мост стал крытым и с эскалаторами. Кроме этого полностью заменена инфраструктура всего вокзала - уложено 15,8 км новых путей, 83 новых стрелочных перевода, установлено 417 опор контактной сети, смонтировано 28,15 км самой контактной сети, модернизирована 21 ветряная стрелка. Установлено около 200 приборов освещения, проложено около 25 км кабельной продукции, 12 км новых ЛЭП, модернизированы две трансформаторные подстанции и установлены две новые.
Новые многоэтажные здания вокзального комплекса разделили пассажиропотоки, отделив пассажиров дальнего следования от пассажиров электричек.
После начала вооружённого конфликта на востоке Украины в 2014 году движение поездов было приостановлено, а само здание вокзала было повреждено. 
С 19 августа 2019 года движение пригородных поездов по станции было возобновлено, однако с апреля 2020 года движение вновь было приостановлено в связи с пандемией коронавирусной инфекции COVID-19.
С 9 мая 2025 года станция возобновила работу.

Карта ЖД в области станции Донецк

## Сообщение по станции
До лета 2014 года из Донецка курсировали пассажирские поезда во многие города Украины, России и Беларуси, в частности в Киев, Москву, Санкт-Петербург, Минск, Львов, Харьков, Севастополь, Симферополь, Днепропетровск, Луганск; пригородные курсировали до Мариуполя, Иловайска, Краматорска, Славянска, Ясиноватой, Чаплино, Дебальцево, Енакиево, Красного Лимана, Славянска, Лозовой, Артемовска. С началом боевых действий все поезда были отменены.
19 августа 2019 года было возобновлено движение пригородных поездов до станции Еленовка(Оленовка) и Мандрыкино.
С апреля 2020 года движение пригородных поездов в сторону станций Мандрыкино и Еленовка было приостановлено (в связи с пандемией COVID-19 и приостановкой пропуска граждан через КПП «Еленовка» на линии разграничения между ДНР и основной территорией Украины) и до настоящего времени (на начало октября 2020) не возобновлялось.
С 9 мая 2025 года возобновлено движение пригородных поездов до станций Ясиноватая, Дебальцево и Успенская (приграничной станцией в РФ).

## Фотогалерея

### До реконструкции

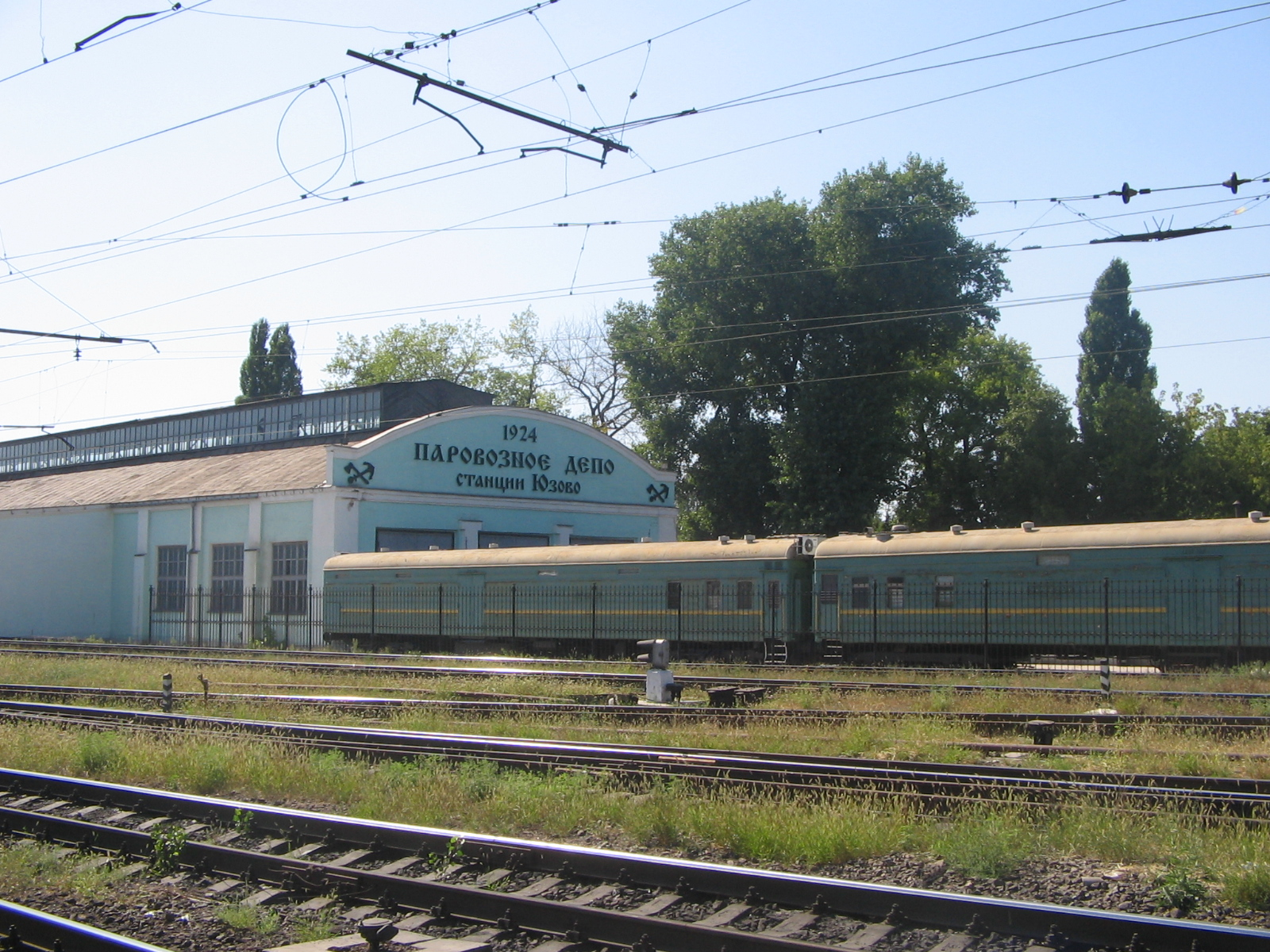
Вагонное депо станции Юзовка (построено в 1924 году)
Железнодорожный вокзал до реконструкции
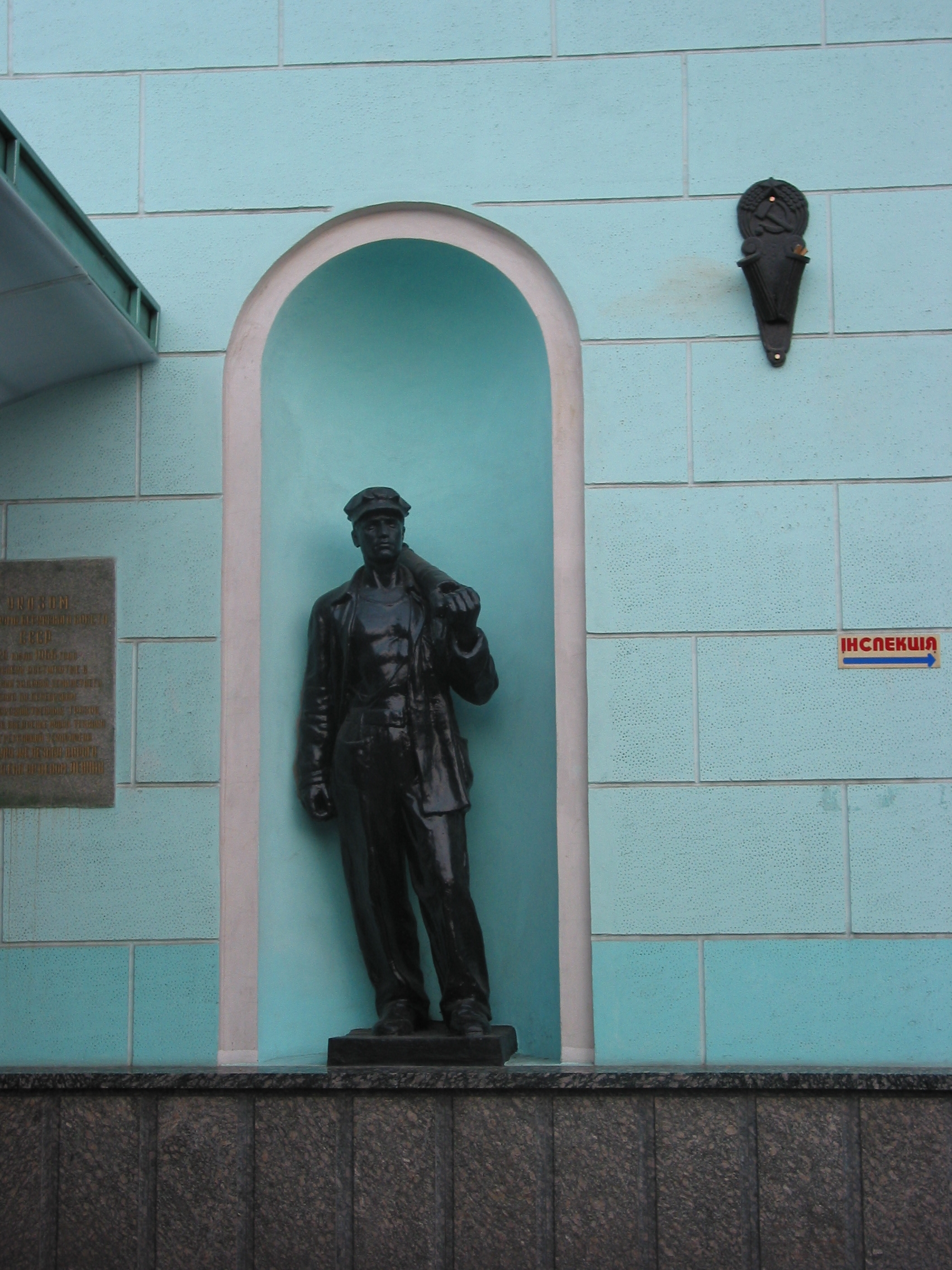
Скульптура шахтёра в нише стены вокзала
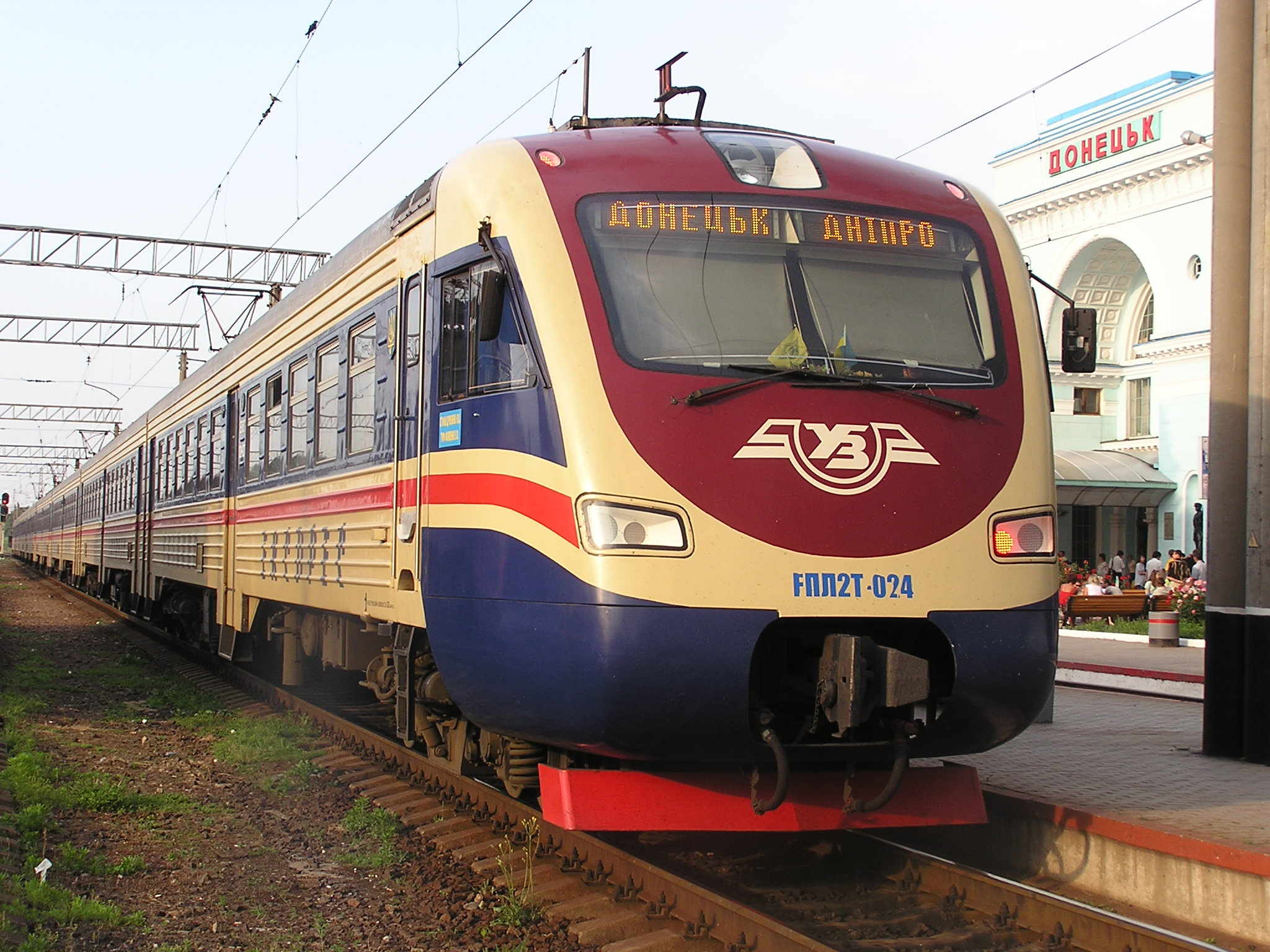
Электропоезд ЭПЛ2Т на станции Донецк

### После реконструкции

Привокзальная площадь в 2012 г.
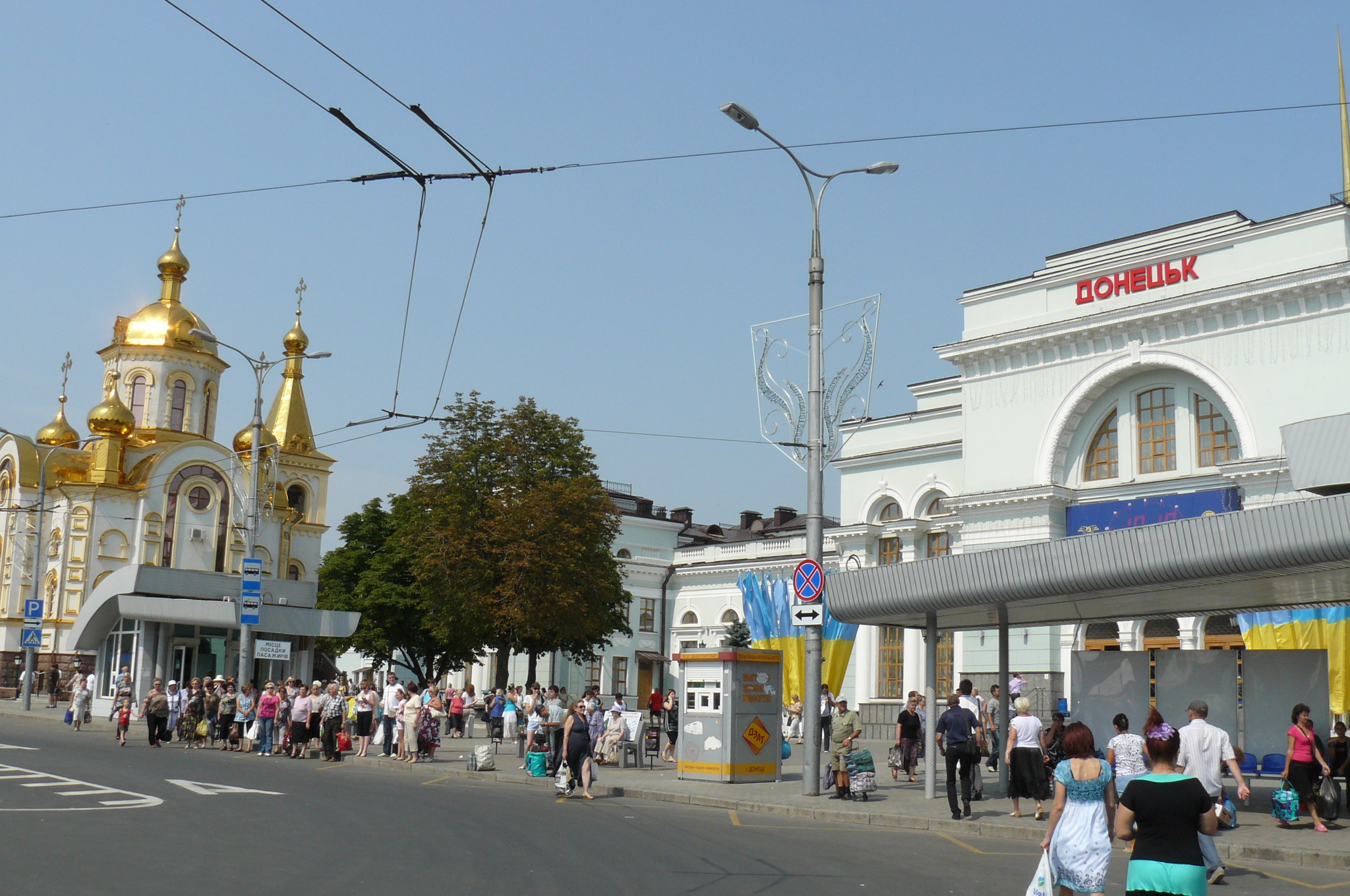
Привокзальная площадь и Свято-Николаевский храм в 2012 г.
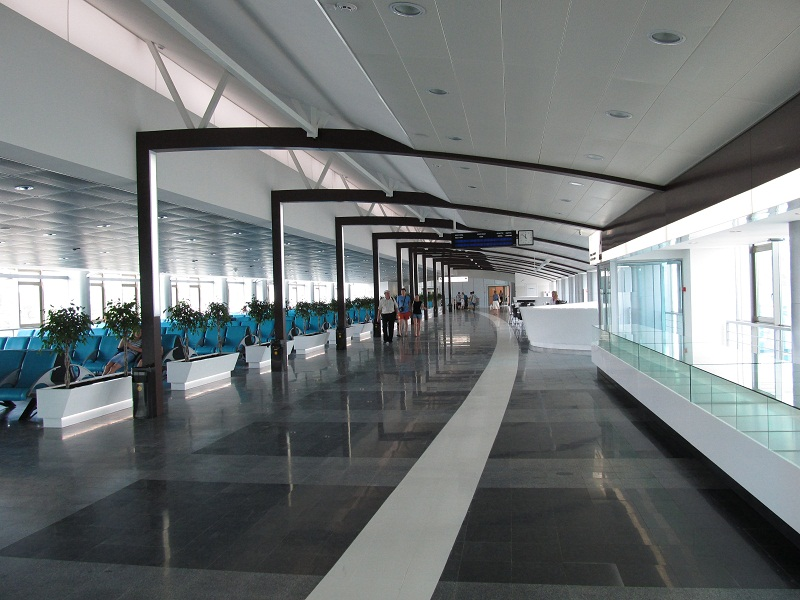
Переход между путями. Зал ожидания.
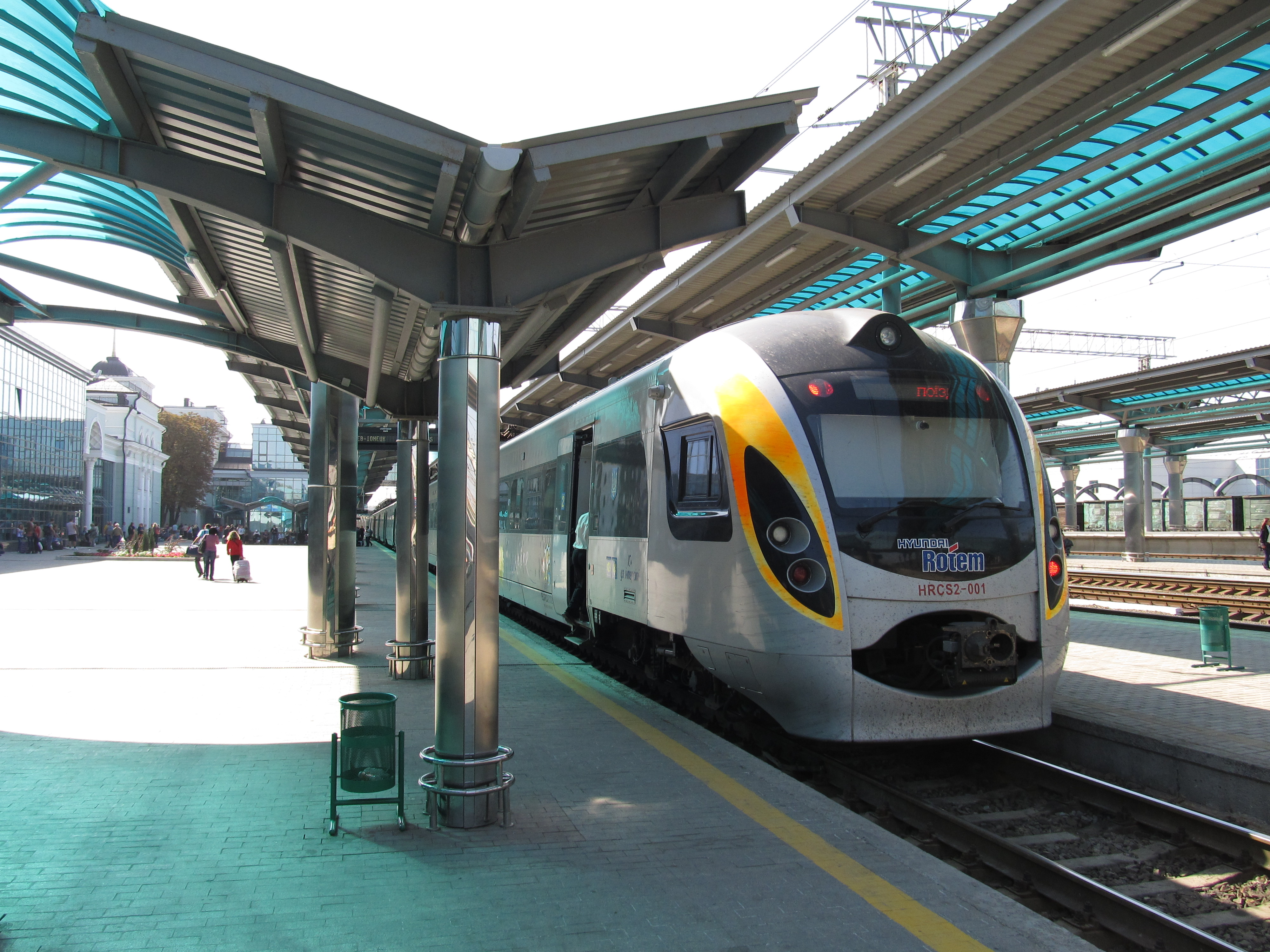
Электропоезд Hyundai на станции Донецк. 2012 год